# Équipe de Belgique de football à la Ligue des nations de l'UEFA 2020-2021
Cet article relate le parcours de l’équipe de Belgique de football à la Ligue des nations de l'UEFA 2020-2021 dont la phase finale est organisée en Italie du 6 octobre au 10 octobre 2021.
Les Diables rouges disputent leur première phase finale après l'échec malheureux de la première édition.

## Maillots
Le 13 novembre 2019, Adidas présente les maillots domicile et extérieur de la Belgique pour l'Euro 2020 et la phase finale de la Ligue des nations de l'UEFA 2020-2021. Ces derniers se distinguent par un changement majeur, celui de blason.
La tenue domicile est à dominante rouge, mais avec deux bandes noires et une bande rouge à effet "coup de pinceau" se croisant pour suggérer la lettre B qui fait écho au nouveau blason de la sélection. Un short et des chaussettes rouges complètent l'ensemble.
La tenue extérieure est quant à elle de couleur gris/beige accompagnée par de discrets motifs gris foncé, avec des manches noires et rouges.

## Phase de groupes
Après une longue période d'inactivité à cause de la pandémie de Covid-19, l'équipe belge retrouve les pelouses et démarre la nouvelle édition de la Ligue des nations par deux victoires face au Danemark à Copenhague (0-2) et à l'Islande (5-1) à domicile. Les groupes étant passés de trois à quatre participants, le tirage au sort avait également désigné l'Angleterre comme adversaire des Belges, les Three Lions défaits à deux reprises par ceux-ci lors de la Coupe du monde, prennent leur revanche à Wembley (2-1). Il s'agira toutefois de la seule défaite des Diables Rouges qui semblent avoir gagné en maturité, capables aussi à présent de gagner lors de rencontres plus difficiles en abandonnant la possession du ballon à l'adversaire et en restant concentrés dans l'organisation défensive. Les Belges alignent ensuite en effet trois victoires de rang : en déplacement en Islande (1-2), à domicile face à l'Angleterre (2-0) et au Danemark (4-2). La Belgique se place ainsi pour un carré final royal qui la verra opposée à la France, l'Espagne ou l'Italie.

### Groupe 2
| Rang | Équipe     | Pts | J | G | N | P | Bp | Bc | Diff |  | Résultats (▼ dom., ► ext.) |     |     |     |     |
| ---- | ---------- | --- | - | - | - | - | -- | -- | ---- |  | -------------------------- | --- | --- | --- | --- |
| 1    | Belgique   | 15  | 6 | 5 | 0 | 1 | 16 | 6  | +10  |  | Belgique                   |     | 4-2 | 2-0 | 5-1 |
| 2    | Danemark   | 10  | 6 | 3 | 1 | 2 | 8  | 7  | +1   |  | Danemark                   | 0-2 |     | 0-0 | 2-1 |
| 3    | Angleterre | 10  | 6 | 3 | 1 | 2 | 7  | 4  | +3   |  | Angleterre                 | 2-1 | 0-1 |     | 4-0 |
| 4    | Islande    | 0   | 6 | 0 | 0 | 6 | 3  | 17 | -14  |  | Islande                    | 1-2 | 0-3 | 0-1 |     |

| 1er journée | Danemark | 0 - 2   | Belgique                  | Parken Stadium, Copenhague                             |                                                        |
| 20h45       |          | (0 - 1) | 10e Denayer · 77e Mertens | Spectateurs : 0 (huis clos) Arbitrage : Sandro Schärer | Spectateurs : 0 (huis clos) Arbitrage : Sandro Schärer |
| 20h45       | Rapport  |         |                           | Spectateurs : 0 (huis clos) Arbitrage : Sandro Schärer | Spectateurs : 0 (huis clos) Arbitrage : Sandro Schärer |

| 2e journée             | Belgique                                                | 5 - 1   | Islande            | Stade Roi Baudouin, Bruxelles                            |                                                          |
| 8 septembre 2020 20h45 | Witsel 13e · Batshuayi 17e 69e · Mertens 50e · Doku 80e | (2 - 1) | 11e H. Friðjónsson | Spectateurs : 0 (huis clos) Arbitrage : Paweł Raczkowski | Spectateurs : 0 (huis clos) Arbitrage : Paweł Raczkowski |
| 8 septembre 2020 20h45 | Rapport                                                 |         |                    | Spectateurs : 0 (huis clos) Arbitrage : Paweł Raczkowski | Spectateurs : 0 (huis clos) Arbitrage : Paweł Raczkowski |

| 3e journée                    | Angleterre                      | 2 - 1   | Belgique          | Stade de Wembley, Londres                              |                                                        |
| 11 octobre 2020 18h00 (17h00) | Rashford 39e (pen.) · Mount 65e | (1 - 1) | 16e (pen.) Lukaku | Spectateurs : 0 (huis clos) Arbitrage : Tobias Stieler | Spectateurs : 0 (huis clos) Arbitrage : Tobias Stieler |
| 11 octobre 2020 18h00 (17h00) | Rapport                         |         |                   | Spectateurs : 0 (huis clos) Arbitrage : Tobias Stieler | Spectateurs : 0 (huis clos) Arbitrage : Tobias Stieler |

| 4e journée                    | Islande       | 1 - 2   | Belgique             | Laugardalsvöllur, Reykjavik                 |                                             |
| 14 octobre 2020 20h45 (18h45) | Sævarsson 17e | (1 - 2) | 9e 38e (pen.) Lukaku | Spectateurs : 60 Arbitrage : Vitali Mechkov | Spectateurs : 60 Arbitrage : Vitali Mechkov |
| 14 octobre 2020 20h45 (18h45) | Rapport       |         |                      | Spectateurs : 60 Arbitrage : Vitali Mechkov | Spectateurs : 60 Arbitrage : Vitali Mechkov |

| 5e journée             | Belgique                    | 2 - 0   | Angleterre | Den Dreef, Louvain                                     |                                                        |
| 15 novembre 2020 20h45 | Tielemans 10e · Mertens 24e | (2 - 0) |            | Spectateurs : 0 (huis clos) Arbitrage : Danny Makkelie | Spectateurs : 0 (huis clos) Arbitrage : Danny Makkelie |
| 15 novembre 2020 20h45 | Rapport                     |         |            | Spectateurs : 0 (huis clos) Arbitrage : Danny Makkelie | Spectateurs : 0 (huis clos) Arbitrage : Danny Makkelie |

| 6e journée | Belgique                                      | 4 - 2   | Danemark                      | Den Dreef, Louvain                                    |                                                       |
| 20h45      | Tielemans 3e · Lukaku 57e 69e · De Bruyne 87e | (1 - 1) | 17e Wind · 86e (csc) Courtois | Spectateurs : 0 (huis clos) Arbitrage : Slavko Vinčić | Spectateurs : 0 (huis clos) Arbitrage : Slavko Vinčić |
| 20h45      | Rapport                                       |         |                               | Spectateurs : 0 (huis clos) Arbitrage : Slavko Vinčić | Spectateurs : 0 (huis clos) Arbitrage : Slavko Vinčić |

## Phase finale
Le tirage au sort de la phase finale de la Ligue des nations de l'UEFA 2020-2021 a lieu le 3 décembre 2020 et voit la Belgique affronter la France en demi-finale.

### Demi-finale: Belgique - France
| Match 2                    | Belgique                                            | 2 - 3   | France                                                       | Juventus Stadium, Turin                                                           |                                                                                   |
| Jeudi 7 octobre 2021 20h45 | ( De Bruyne) Carrasco 37e · ( De Bruyne) Lukaku 40e | (2 - 0) | 62e Benzema (Mbappé ) · 69e (pen.) Mbappé · 90e T. Hernandez | Spectateurs : 12 409 Arbitrage : Daniel Siebert Arbitre vidéo : Christian Dingert | Spectateurs : 12 409 Arbitrage : Daniel Siebert Arbitre vidéo : Christian Dingert |
| Jeudi 7 octobre 2021 20h45 | Rapport                                             |         |                                                              | Spectateurs : 12 409 Arbitrage : Daniel Siebert Arbitre vidéo : Christian Dingert | Spectateurs : 12 409 Arbitrage : Daniel Siebert Arbitre vidéo : Christian Dingert |

| Belgique | France |

|                  | 1  | Thibaut Courtois  |     |       |
|                  | 5  | Jan Vertonghen    | 67e |       |
|                  | 3  | Jason Denayer     |     |       |
|                  | 2  | Toby Alderweireld |     |       |
|                  | 11 | Yannick Carrasco  |     |       |
|                  | 8  | Youri Tielemans   |     | 70e   |
|                  | 6  | Axel Witsel       |     |       |
|                  | 21 | Timothy Castagne  |     | 90+2e |
|                  | 10 | Eden Hazard       |     | 74e   |
|                  | 9  | Romelu Lukaku     |     |       |
|                  | 7  | Kevin De Bruyne   |     |       |
| Remplaçants :    |    |                   |     |       |
|                  | 17 | Hans Vanaken      |     | 70e   |
|                  | 20 | Leandro Trossard  |     | 74e   |
|                  | 23 | Michy Batshuayi   |     | 90+2e |
| Sélectionneur :  |    |                   |     |       |
| Roberto Martínez |    |                   |     |       |

|                  | 1  | Hugo Lloris         |  |       |
|                  | 21 | Lucas Hernandez     |  |       |
|                  | 4  | Raphaël Varane      |  |       |
|                  | 5  | Jules Koundé        |  |       |
|                  | 22 | Théo Hernandez      |  |       |
|                  | 14 | Adrien Rabiot       |  | 75e   |
|                  | 6  | Paul Pogba          |  |       |
|                  | 2  | Benjamin Pavard     |  | 90+2e |
|                  | 7  | Antoine Griezmann   |  |       |
|                  | 10 | Kylian Mbappé       |  |       |
|                  | 19 | Karim Benzema       |  | 90+7e |
| Remplaçants :    |    |                     |  |       |
|                  | 8  | Aurélien Tchouaméni |  | 75e   |
|                  | 12 | Léo Dubois          |  | 90+2e |
|                  | 17 | Jordan Veretout     |  | 90+7e |
| Sélectionneur :  |    |                     |  |       |
| Didier Deschamps |    |                     |  |       |

| Homme du match: Kylian Mbappé |

### Match pour la troisième place: Italie - Belgique
| Match 3                        | Italie                           | 2 - 1   | Belgique         | Juventus Stadium, Turin                                                       |                                                                               |
| Dimanche 10 octobre 2021 15h00 | Barella 46e · Berardi 65e (pen.) | (0 - 0) | 86e De Ketelaere | Spectateurs : 16 724 Arbitrage : Srdjan Jovanović Arbitre vidéo : Marco Fritz | Spectateurs : 16 724 Arbitrage : Srdjan Jovanović Arbitre vidéo : Marco Fritz |
| Dimanche 10 octobre 2021 15h00 | Rapport                          |         |                  | Spectateurs : 16 724 Arbitrage : Srdjan Jovanović Arbitre vidéo : Marco Fritz | Spectateurs : 16 724 Arbitrage : Srdjan Jovanović Arbitre vidéo : Marco Fritz |

| Italie | Belgique |

|                 | 21 | Gianluigi Donnarumma  |     |       |
|                 | 13 | Emerson               | 82e |       |
|                 | 23 | Alessandro Bastoni    |     |       |
|                 | 15 | Francesco Acerbi      |     |       |
|                 | 2  | Giovanni Di Lorenzo   | 30e |       |
|                 | 7  | Lorenzo Pellegrini    |     | 70e   |
|                 | 5  | Manuel Locatelli      |     |       |
|                 | 18 | Nicolò Barella        |     | 70e   |
|                 | 11 | Domenico Berardi      |     | 90+1e |
|                 | 9  | Giacomo Raspadori     |     | 65e   |
|                 | 14 | Federico Chiesa       |     | 90+2e |
| Remplaçants :   |    |                       |     |       |
|                 | 17 | Moise Kean            |     | 65e   |
|                 | 16 | Bryan Cristante       |     | 70e   |
|                 | 8  | Jorginho              |     | 70e   |
|                 | 10 | Lorenzo Insigne       |     | 90+1e |
|                 | 20 | Federico Bernardeschi |     | 90+2e |
| Sélectionneur : |    |                       |     |       |
| Roberto Mancini |    |                       |     |       |

|                  | 1  | Thibaut Courtois     |     |     |
|                  | 5  | Jan Vertonghen       | 14e |     |
|                  | 3  | Jason Denayer        |     |     |
|                  | 2  | Toby Alderweireld    | 63e |     |
|                  | 22 | Alexis Saelemaekers  |     | 59e |
|                  | 8  | Youri Tielemans      |     | 59e |
|                  | 6  | Axel Witsel          | 56e |     |
|                  | 21 | Timothy Castagne     |     |     |
|                  | 11 | Yannick Carrasco     |     | 87e |
|                  | 23 | Michy Batshuayi      |     |     |
|                  | 17 | Hans Vanaken         |     |     |
| Remplaçants :    |    |                      |     |     |
|                  | 7  | Kevin De Bruyne      |     | 59e |
|                  | 18 | Charles De Ketelaere |     | 59e |
|                  | 20 | Leandro Trossard     |     | 87e |
| Sélectionneur :  |    |                      |     |     |
| Roberto Martínez |    |                      |     |     |

| Homme du match: Domenico Berardi |

### Effectif
NB : Les âges et les sélections sont calculés au début de la phase finale de la Ligue des nations de l'UEFA 2020-2021, le 7 octobre 2021.

## Statistiques

### Temps de jeu
| Joueur               |          |          | TT       | But inscrit | Passe décisive | MJ       | MT       | Légende |
| -------------------- | -------- | -------- | -------- | ----------- | -------------- | -------- | -------- | --- |
| Gardiens             | Gardiens | Gardiens | Gardiens | Gardiens    | Gardiens       | Gardiens | Gardiens | Abréviations et symboles : TT : Total de minutes jouées MJ : Nombre de matchs joués MT : Matchs joués en tant que titulaire : but : passe décisive : joueur entré : joueur remplacé : capitaine : carton jaune : carton rouge |
| Thibaut Courtois     | 90       | 90       | 180      |             |                | 2        | 2        | Abréviations et symboles : TT : Total de minutes jouées MJ : Nombre de matchs joués MT : Matchs joués en tant que titulaire : but : passe décisive : joueur entré : joueur remplacé : capitaine : carton jaune : carton rouge |
| Simon Mignolet       |          |          | 0        |             |                |          |          | Abréviations et symboles : TT : Total de minutes jouées MJ : Nombre de matchs joués MT : Matchs joués en tant que titulaire : but : passe décisive : joueur entré : joueur remplacé : capitaine : carton jaune : carton rouge |
| Koen Casteels        |          |          | 0        |             |                |          |          | Abréviations et symboles : TT : Total de minutes jouées MJ : Nombre de matchs joués MT : Matchs joués en tant que titulaire : but : passe décisive : joueur entré : joueur remplacé : capitaine : carton jaune : carton rouge |
| Défenseurs           |          |          |          |             |                |          |          | Abréviations et symboles : TT : Total de minutes jouées MJ : Nombre de matchs joués MT : Matchs joués en tant que titulaire : but : passe décisive : joueur entré : joueur remplacé : capitaine : carton jaune : carton rouge |
| Toby Alderweireld    | 90       | 90       | 180      |             |                | 2        | 2        | Abréviations et symboles : TT : Total de minutes jouées MJ : Nombre de matchs joués MT : Matchs joués en tant que titulaire : but : passe décisive : joueur entré : joueur remplacé : capitaine : carton jaune : carton rouge |
| Jason Denayer        | 90       | 90       | 180      |             |                | 2        | 2        | Abréviations et symboles : TT : Total de minutes jouées MJ : Nombre de matchs joués MT : Matchs joués en tant que titulaire : but : passe décisive : joueur entré : joueur remplacé : capitaine : carton jaune : carton rouge |
| Dedryck Boyata       |          |          | 0        |             |                |          |          | Abréviations et symboles : TT : Total de minutes jouées MJ : Nombre de matchs joués MT : Matchs joués en tant que titulaire : but : passe décisive : joueur entré : joueur remplacé : capitaine : carton jaune : carton rouge |
| Jan Vertonghen       | 90       | 90       | 180      |             |                | 2        | 2        | Abréviations et symboles : TT : Total de minutes jouées MJ : Nombre de matchs joués MT : Matchs joués en tant que titulaire : but : passe décisive : joueur entré : joueur remplacé : capitaine : carton jaune : carton rouge |
| Thomas Foket         |          |          | 0        |             |                |          |          | Abréviations et symboles : TT : Total de minutes jouées MJ : Nombre de matchs joués MT : Matchs joués en tant que titulaire : but : passe décisive : joueur entré : joueur remplacé : capitaine : carton jaune : carton rouge |
| Arthur Theate        |          |          | 0        |             |                |          |          | Abréviations et symboles : TT : Total de minutes jouées MJ : Nombre de matchs joués MT : Matchs joués en tant que titulaire : but : passe décisive : joueur entré : joueur remplacé : capitaine : carton jaune : carton rouge |
| Timothy Castagne     | 90+2     | 90       | 180      |             |                | 2        | 2        | Abréviations et symboles : TT : Total de minutes jouées MJ : Nombre de matchs joués MT : Matchs joués en tant que titulaire : but : passe décisive : joueur entré : joueur remplacé : capitaine : carton jaune : carton rouge |
| Milieux              |          |          |          |             |                |          |          | Abréviations et symboles : TT : Total de minutes jouées MJ : Nombre de matchs joués MT : Matchs joués en tant que titulaire : but : passe décisive : joueur entré : joueur remplacé : capitaine : carton jaune : carton rouge |
| Axel Witsel          | 90       | 90       | 180      |             |                | 2        | 2        | Abréviations et symboles : TT : Total de minutes jouées MJ : Nombre de matchs joués MT : Matchs joués en tant que titulaire : but : passe décisive : joueur entré : joueur remplacé : capitaine : carton jaune : carton rouge |
| Kevin De Bruyne      | 90       | 31       | 121      |             | 2              | 2        | 1        | Abréviations et symboles : TT : Total de minutes jouées MJ : Nombre de matchs joués MT : Matchs joués en tant que titulaire : but : passe décisive : joueur entré : joueur remplacé : capitaine : carton jaune : carton rouge |
| Youri Tielemans      | 70       | 59       | 129      |             |                | 2        | 2        | Abréviations et symboles : TT : Total de minutes jouées MJ : Nombre de matchs joués MT : Matchs joués en tant que titulaire : but : passe décisive : joueur entré : joueur remplacé : capitaine : carton jaune : carton rouge |
| Eden Hazard          | 74       |          | 74       |             |                | 1        | 1        | Abréviations et symboles : TT : Total de minutes jouées MJ : Nombre de matchs joués MT : Matchs joués en tant que titulaire : but : passe décisive : joueur entré : joueur remplacé : capitaine : carton jaune : carton rouge |
| Yannick Carrasco     | 90       | 87       | 177      | 1           |                | 2        | 2        | Abréviations et symboles : TT : Total de minutes jouées MJ : Nombre de matchs joués MT : Matchs joués en tant que titulaire : but : passe décisive : joueur entré : joueur remplacé : capitaine : carton jaune : carton rouge |
| Dodi Lukebakio       |          |          | 0        |             |                |          |          | Abréviations et symboles : TT : Total de minutes jouées MJ : Nombre de matchs joués MT : Matchs joués en tant que titulaire : but : passe décisive : joueur entré : joueur remplacé : capitaine : carton jaune : carton rouge |
| Hans Vanaken         | 20       | 90       | 110      |             |                | 2        | 1        | Abréviations et symboles : TT : Total de minutes jouées MJ : Nombre de matchs joués MT : Matchs joués en tant que titulaire : but : passe décisive : joueur entré : joueur remplacé : capitaine : carton jaune : carton rouge |
| Charles De Ketelaere |          | 31       | 31       | 1           |                | 1        | 0        | Abréviations et symboles : TT : Total de minutes jouées MJ : Nombre de matchs joués MT : Matchs joués en tant que titulaire : but : passe décisive : joueur entré : joueur remplacé : capitaine : carton jaune : carton rouge |
| Leander Dendoncker   |          |          | 0        |             |                |          |          | Abréviations et symboles : TT : Total de minutes jouées MJ : Nombre de matchs joués MT : Matchs joués en tant que titulaire : but : passe décisive : joueur entré : joueur remplacé : capitaine : carton jaune : carton rouge |
| Attaquants           |          |          |          |             |                |          |          | Abréviations et symboles : TT : Total de minutes jouées MJ : Nombre de matchs joués MT : Matchs joués en tant que titulaire : but : passe décisive : joueur entré : joueur remplacé : capitaine : carton jaune : carton rouge |
| Romelu Lukaku        | 90       |          | 90       | 1           |                | 1        | 1        | Abréviations et symboles : TT : Total de minutes jouées MJ : Nombre de matchs joués MT : Matchs joués en tant que titulaire : but : passe décisive : joueur entré : joueur remplacé : capitaine : carton jaune : carton rouge |
| Leandro Trossard     | 16       | 3        | 19       |             |                | 2        | 0        | Abréviations et symboles : TT : Total de minutes jouées MJ : Nombre de matchs joués MT : Matchs joués en tant que titulaire : but : passe décisive : joueur entré : joueur remplacé : capitaine : carton jaune : carton rouge |
| Alexis Saelemaekers  |          | 59       | 59       |             |                | 1        | 1        | Abréviations et symboles : TT : Total de minutes jouées MJ : Nombre de matchs joués MT : Matchs joués en tant que titulaire : but : passe décisive : joueur entré : joueur remplacé : capitaine : carton jaune : carton rouge |
| Michy Batshuayi      | 1        | 90       | 91       |             |                | 2        | 1        | Abréviations et symboles : TT : Total de minutes jouées MJ : Nombre de matchs joués MT : Matchs joués en tant que titulaire : but : passe décisive : joueur entré : joueur remplacé : capitaine : carton jaune : carton rouge |

| Buts | Joueurs              | Adversaires |
| ---- | -------------------- | ----------- |
| 1    | Yannick Carrasco     | France      |
| 1    | Romelu Lukaku        | France      |
| 1    | Charles De Ketelaere | Italie      |

| Passes | Joueurs         | Adversaires |
| ------ | --------------- | ----------- |
| 2      | Kevin De Bruyne | France      |